# Foster Peak
Der Foster Peak ist ein 386 m hoher Berg auf Südgeorgien im Südatlantik. Er ragt zwischen dem Jason Harbour und dem Busen Point südöstlich des Justa Peak auf der Lewin-Halbinsel auf.
Das UK Antarctic Place-Names Committee benannte ihn 2013. Namensgeber ist der Walfänger Southern Foster, der 1964 infolge eines Sturms aus der Verankerung gerissen und zwischen Jason Island und Südgeorgien gesunken war.